# NGC 3120
NGC 3120 ist eine Balken-Spiralgalaxie mit ausgedehnten Sternentstehungsgebieten vom Hubble-Typ SBbc im Sternbild Antlia südlich des Himmelsäquators. Sie ist schätzungsweise 115 Millionen Lichtjahre von der Milchstraße entfernt und hat einen Durchmesser von etwa 65.000 Lichtjahren.
Im selben Himmelsareal befinden sich u. a. die Galaxien IC 2534, IC 2536, IC 2538.
Die Supernovae SN 1999ca (Typ-II) und SN 2010F (Typ-IIP) wurden hier beobachtet.
Das Objekt wurde am 22. Januar 1838 von John Herschel entdeckt.